# Marcel Schirmer
Marcel Schirmer, (nascido em 22 de dezembro de 1966) ou Schmier, é um músico alemão. É fundador, vocalista e baixista da banda de thrash metal Destruction.
Também fez várias participações em outras bandas ao longo da carreira.

## Discografia

### no Destruction
- Sentence of Death (EP, 1984)
- Infernal Overkill (1985)
- Eternal Devastation (1986)
- Mad Butcher (EP, 1987)
- Release from Agony (1988)
- All Hell Breaks Loose (2000)
- The Antichrist (2001)
- Metal Discharge (2003)
- Inventor of Evil (2005)
- D.E.V.O.L.U.T.I.O.N. (2008)
- Day of Reckoning (2011)[2]
- Spiritual Genocide (2012)

### Participações
- Axxis – Utopia (2009) Vocal (faixa 13)
- Debauchery – Continue to Kill (2008) Vocal em "Warfare"
- Elvenking – The Winter Wake (2006) Vocal em "The Winter Wake"
- Fear My Thoughts – Vulcanus (2007) Vocal em "Accelerate Or Die"
- Gurd – Your Drug Of Choice (2009) Vocal em "Seven Starz" e "Stuck In A Box"
- Holy Moses – Agony of Death (2008) Vocal de apoio em "The Cave"
- Nuclear Blast Allstars – Into the Light (2007) Vocal (faixa 5)
- Poltergeist – Nothing Lasts Forever (1993) Vocal de apoio
- Powergod – That's Metal Lesson II – Long Live the Loud (2005) vocal (faixa 12)
- Pro-Pain – Absolute Power (2010) Vocal em "Stand My Ground"
- Umount – Misterioso (2004) Vocal (faixa 8)